# Toni Vastić
Toni Vastić (* 17. Jänner 1993 in Wien) ist ein österreichischer Fußballspieler. Er ist Sohn des ehemaligen österreichischen Fußballnationalspielers Ivica Vastić.

## Karriere

### Vereine
Vastić begann das Fußballspielen kurz nach seinem siebenten Geburtstag in der Jugendabteilung des SK Sturm Graz, in deren erster Mannschaft sein Vater Ivica zu jener Zeit spielte. Nach dem Vereinswechsel seines Vaters zum FK Austria Wien 2003 spielte er zwei Jahre dort in dessen Jugendabteilung. Von 2005 bis 2009 gehörte er der Fußballakademie Linz an. 2009 wechselte er mit 16 Jahren zu den Blackburn Rovers und kam in deren U-18-Mannschaft zum Einsatz. Nach zwei Spielzeiten verpflichtete ihn der FC Bayern München, für deren zweite Mannschaft er in der viertklassigen Fußball-Regionalliga eingesetzt wurde. Sein erstes Punktspiel im Profifußball bestritt er am 8. August 2011 (1. Spieltag) beim 2:2 im Auswärtsspiel gegen den 1. FC Nürnberg II. Es folgten 27 weitere Einsätze in der Regionalliga mit insgesamt fünf Toren, bis er im Jänner 2013 zum österreichischen Erstligisten SV Ried wechselte. Dort gab er am 16. Februar 2013 (21. Spieltag) sein Debüt, als er beim 3:0-Sieg im Heimspiel gegen den FC Wacker eingewechselt wurde. In der Winterpause 2015 wechselte er zum Ligakonkurrenten FC Admira Wacker Mödling.
Zur Saison 2017/18 wechselte er zu den drittklassigen Amateuren seines Jugendklubs Austria Wien. Sein Debüt gab er am 4. August 2017 (1. Spieltag) beim 3:3-Unentschieden im Heimspiel gegen den FC Admira Wacker Mödling II; sein erstes Tor erzielte er am 24. Oktober 2017 (14. Spieltag) beim 1:1-Unentschieden im Heimspiel gegen den SK Rapid Wien II mit dem Führungstreffer zum 1:0 in der 18. Minute. Im Dezember 2017 debütierte er für die Profis von der Austria, als er am 19. Spieltag jener Saison gegen den SCR Altach in der 82. Minute für Petar Gluhakovic eingewechselt wurde.
Nach der Saison 2018/19 verließ er die Austria und wechselte nach Deutschland zum Regionalligisten VfR Aalen, bei dem er einen bis Juni 2020 laufenden Vertrag erhielt. In zwei Jahren in Deutschland kam er zu 31 Einsätzen in der vierthöchsten Spielklasse, in denen er sieben Tore erzielte. Im Juli 2021 wurde sein Vertrag in Aalen aufgelöst. Nach einem halben Jahr ohne Klub kehrte er im Februar 2022 nach Österreich zurück und schloss sich der viertklassigen Union Mauer an.
Im Sommer 2022 ging es für ihn in die sechstklassige Gebietsliga Nord/Nordwest zum SV Sieghartskirchen, bei dem er die nachfolgenden zweieinhalb Jahre aktiv war und ab dem Frühjahr 2024 auch mit seinem jüngeren Bruder Tin (* 2001) zusammenspielte. Der jüngere der beiden Vastić-Brüder spielte während seiner spielfreien Zeit an der Palm Beach Atlantic University Amateurfußball in Österreich. Im Jänner 2025 wechselte Toni Vastić in die Gebietsliga Nordwest/Waldviertel zum SV Gablitz.

### Nationalmannschaft
Vastić, der auch kroatische Wurzeln hat, spielte von der U-16 bis zur U-21 für mehrere österreichische Juniorennationalmannschaften.